# 分度圆
为了便于齿轮各部分尺寸的计算，在齿轮上选择一个圆作为计算的基准，(该圆为假想存在)称该圆为齿轮的分度圆（reference circle 或pitch circle）。用分度圓來切割齒輪，會使得齿隙弧长和齿厚弧长相等。分度圆用d字母表示，计算公式为d=mz（m:齿轮模数，z:齿数）。另外，齿轮上还由齿顶圆（da）、齿根圆（df）等组成。